# Mauricio de la Cueva y Córdoba
Mauricio de la Cueva y Córdoba (nacido en Cuéllar) fue un noble y sacerdote católico español, perteneciente a la Casa de Alburquerque.
Nacido después de 1575 en el castillo de Cuéllar, debió ser bautizado en la iglesia de San Martín como era tradición en la familia, siendo hijo de Beltrán III de la Cueva y Castilla, VI duque de Alburquerque, y de su primera mujer, Isabel de la Cueva y Córdoba, hija de los IV duques de la misma casa. Fue por ello hermano de Francisco Fernández de la Cueva, VII duque de Alburquerque, y de Antonio de la Cueva y Córdoba, gobernador y capitán general de Orán, de Tánger, de Mazarquivir, del condado de Rosellón y de Cerdaña, titulado por matrimonio marqués de Flores-Dávila.
Al contrario que sus hermanos, encaminó su vida en el campo de la religión, siendo presbítero y canónigo dignidad de la Santa Iglesia Primada de Toledo, en la que desempeñó diversos cargos.